# Saint-Judoce
Saint-Judoce település Franciaországban, Côtes-d’Armor megyében. Lakosainak száma 590 fő (2022. január 1.). Saint-Judoce Évran, Plouasne, Saint-Thual és Trévérien községekkel határos.

## Népesség
A település népessége az elmúlt években az alábbi módon változott:
| Lakosok száma | 495  | 420  | 422  | 495  | 580  | 573  | 565  | 555  | 565  | 590  |
|               | 1968 | 1982 | 1990 | 2006 | 2013 | 2015 | 2017 | 2019 | 2020 | 2022 |